# Puebla de Soto
Puebla de Soto es una pedanía perteneciente al municipio de Murcia (España) situada a unos 5 km al oeste del centro de Murcia, en el sector central de la huerta, en la margen derecha del río Segura. Cuenta con 1.749 habitantes (INE 2019).

## Geografía
Ocupa aproximadamente 1,475 km² y limita al norte con las pedanías de Javalí Viejo y La Ñora, al este con la pedanía de La Raya, al oeste con el término municipal de Alcantarilla y, al sur, con la también pedanía de Nonduermas. 

## Fiestas Populares
Día de la Candelaria
Día de especial interés para la pedanía. Es de resaltar la tradicional procesión y posterior reparto de tortada murciana entre los vecinos. 
Semana Santa
El día grande tiene lugar la noche de Lunes Santo, con la tradicional procesión del Stmo Cristo de la Merced. Varias son las tallas que procesionan esta noche como la Virgen de la Amargura, San Juan Evangelista, Cruz Vacía y Cristo de la Merced. Las tallas se deben a escultores como Antonio Castaño Liza, Juan José Páez o José Antonio Hernández Navarro. 
Fiestas Patronales
Realizadas a finales del Mes de Septiembre. Destacan los eventos deportivos y culturales como torneos de fútbol, desfiles, pasacalles, verbenas nocturnas y la tradicional procesión de la patrona. La imagen de Ntra Sra de la Merced es atribuida por varios expertos a la escuela napolitana y que fue restaurada en el siglo XX por Juan González Moreno, insigne escultor de Aljucer.

## Símbolos
Además de los símbolos que identifican Puebla de Soto como pedanía del municipio de Murcia, se han diseñado otros símbolos propios para la localidad.

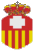
Escudo de Puebla de Soto.
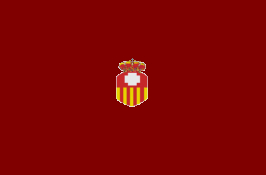
Bandera de Puebla de Soto.